# Bombesina
La bombesina è un peptide microsinaptico, appartenente alla famiglia della bombesine, isolato per la prima volta a Roma dal gruppo di Vittorio Erspamer nel 1971 dalla pelle degli anfibi dell'ordine Anura Bombina bombina e Alytes obstetricans.

## Classificazione
La bombesina appartiene in realtà a una famiglia di sostanze, chiamate bombesine, che si ritrovano negli anfibi. Queste possono essere raggruppate in tre classi:
1. bombesine vere e proprie
2. litorine (o ranatensine)
3. fillolitorine

## Struttura
Ogni membro della famiglia delle Bombesine ha un residuo di leucina nella penultima posizione. Le ranatensine hanno una Fenilalanina nella penultima posizione, mentre nelle fillolitorine, il terzo residuo dal Dominio C-terminale è una serina.

### Bombesine vere e proprie
Le bombesine vere e proprie sono caratterizzate dall'eptapeptide 
C-terminale-Trp-Ala-Val-Gly-His-Leu--Met-N-terminale.
Il polipeptide bombesina è composto da 14 aminoacidi con sequenza:
C-terminale-Glu-Gln-Arg-Leu-Gly-Asn-Gln-Trp-Ala-Val-Gly-His-Leu-Met-N-terminale. 

### Litorine (ranatensine)
Le litorine sono caratterizzate dall'eptapeptide 
C-terminale-Trp-Ala-Val-(Thr)-Gly-His-Phe-Met-N-terminale.

### Fillolitorine
Le fillolitorine sono caratterizzate dall'eptapeptide terminale
 C-terminale-Trp-Ala-Val-Gly-Ser-Phe-(Leu)-Met-N-terminale.

### Analoghi nei mammiferi
Le bombesine sono ormoni degli anfibi. Eccetto per le fillolitorine, esistono anche omologhi delle bombesine nei mammiferi: 
- il peptide di rilascio della gastrina (gastrin releasing peptides, GRP) corrispettivi nei mammiferi delle bombesine vere e proprie
- la neuromedina B corrispettivo nei mammiferi delle litorine (ranatensine)

## Meccanismo d'azione
Agisce attivando i recettori BBR1, BBR2 e BBR3 accoppiati alla proteina G nel cervello e nel tratto gastrointestinale (dove stimolano il rilascio di gastrina). 

## Effetti clinici
- inibizione dell'assunzione di cibo (come la colecistochinina, è una delle principali molecole che controllano il senso della fame[8].)
- contrattilità della muscolatura liscia[9].
- secrezione esocrina ed endocrina
- termoregolazione
- regolazione della pressione arteriosa
- regolazione degli zuccheri e della crescita cellulare
- fattore di crescita per cellule normali e tumorali polmonari a piccole cellule